# 小坂理絵
小坂 理絵（こさか りえ、9月24日-）は、日本の漫画家。
血液型はB型。北海道出身。中央大学卒業。

## 人物･経歴
1991年、第12回なかよし新人まんが賞入選『しあわせになろうね!』で、講談社『なかよしデラックス』1991年夏の号にてデビュー。
2002年3月に発売された『なかよしはるやすみランド』に『山田さん』第3話を掲載後、出産・育児により事実上引退状態にあったが、2006年12月に発売された『なかよしラブリー』冬の号に『山田さん』の続編を発表、復帰を果たした。しかし、家事と仕事の両立が時間的に不可能となり、同作を最後に漫画家活動からの引退を自身のホームページで発表（自身のホームページでは「『なかよし』を去り、漫画家活動を無期限休止」と表現）、2007年2月をもってホームページを閉鎖した。
2011年には、単行本が絶版となっていた『セキホクジャーナル』、『ヒロインをめざせ!』、『とんでもナイト』の三作が『Jコミ』にて全編無料公開された。
Jコミを立ち上げた赤松健は、小坂が大学生の頃に在籍していた漫画研究部の後輩にあたり、在学当時は小坂がペン入れのアドバイス等を行ったという。同3作品は2020年3月に『Jコミックテラス』より国内電子書籍ストアへの配信も行われた。

## 作風
『るんるん』にて代表作『セキホクジャーナル』を連載し、また『なかよし』の作家陣の一員として活躍。さらに合作漫画などでは主に構成を担当した。
作品がアニメ化されることはなかったが、コアなファンが多く、男性ファンも多数存在し、90年代のなかよしとるんるんを支えた。
かわいらしくすっきりとした絵柄と小気味のいいギャグが特徴で学園もの、スポーツもの、ホラーと幅広く描く。
なかよし、るんるんとしては比較的主人公の年齢が高め(高校生)の作品が多く、魔法少女ものが多いなかよしの中でファンタジーものは手掛けておらず、現実的な作風が多かった。

## 作品リスト

### 単行本表題および収録作品
- セキホクジャーナル （KCるんるん・全4巻）
  - セキホクジャーナル （るんるん連載）
  - しあわせになろうね! （なかよしデラックス掲載）
  - 恋する人々 （なかぞう掲載）
- わたしがやらねば （KCるんるん・全1巻）
  - わたしがやらねば （るんるん連載）
  - わたしを好きといってくれ （なかよしデラックス掲載）
- レッツ バリボー! （KCなかよし・全1巻）
  - レッツ バリボー! （なかよし連載）
  - あるバレー部のムボーな賭 （なかぞう掲載）
  - リクツじゃないの（なかよし掲載）
- とんでもナイト （KCなかよし・全3巻）
  - とんでもナイト （なかよし連載）
  - 線路はつづくのだ （なかぞう掲載）
  - 七つめのふしぎ （なかよしデラックス掲載）
- ヒロインをめざせ! （KCなかよし・全2巻）
  - ヒロインをめざせ! （なかよし連載）
- トップ オブ ザ ワールドな人たち （KCなかよし・全2巻）
  - トップ オブ ザ ワールドな人たち （なかよし連載）
  - シンシアリー （Amie掲載）
  - ジャストフレンド （Amie掲載）
- VAMP!? （KCなかよし・全1巻）
  - VAMP!? （なかよし連載）

### 単行本未収録作品
- 仁科杏美の怖い噂 （なかよし 1996年2月号 別冊付録「バレンタインストーリーズ」収録）
- 家族の食卓 （なかよし 1995年9月号 別冊付録「なかよしホラー特集号 恐怖の館」収録）
- お客様は神さまですっ
- 吠える大捜査線 （なかよし 1999年2月号・3月号 合作）
- みんなでヒロインをめざせ!（なかよし1998年8月号増刊 なつやすみランド 合作）
- カレについて （なかよし 1997年3月号 別冊付録「ロマンスの小箱」収録）
- 修道院の優雅な一日 （なかよしなつやすみランド 2000年8月号掲載）
  - 『VAMP!?』番外編
- 山田さん （なかよし、なかよし増刊、なかよしラブリー 連載・未完）